# افترپی
افترپی (انگلیسی: Afterpay) شرکت نرم‌افزار استرالیایی است، که در سال ۲۰۱۴ تأسیس شد.